# 克雷 (德龙省)
克雷（法語：Crest，法語發音：[kʁɛ]），法国东南部城市，奥弗涅-罗讷-阿尔卑斯大区德龙省的一个市镇，隶属于迪镇区，其市镇面积为23.38平方公里，2022年1月1日时人口数量为8,712人，在法国城市中排名第1,206位。
克雷位于德龙省中部，德龙河畔，因其境内的同名碉楼而闻名，是一个区域性的中心城市，利夫龙－比埃什河畔阿斯普尔铁路和多条干线公路在此交汇。

## 地名

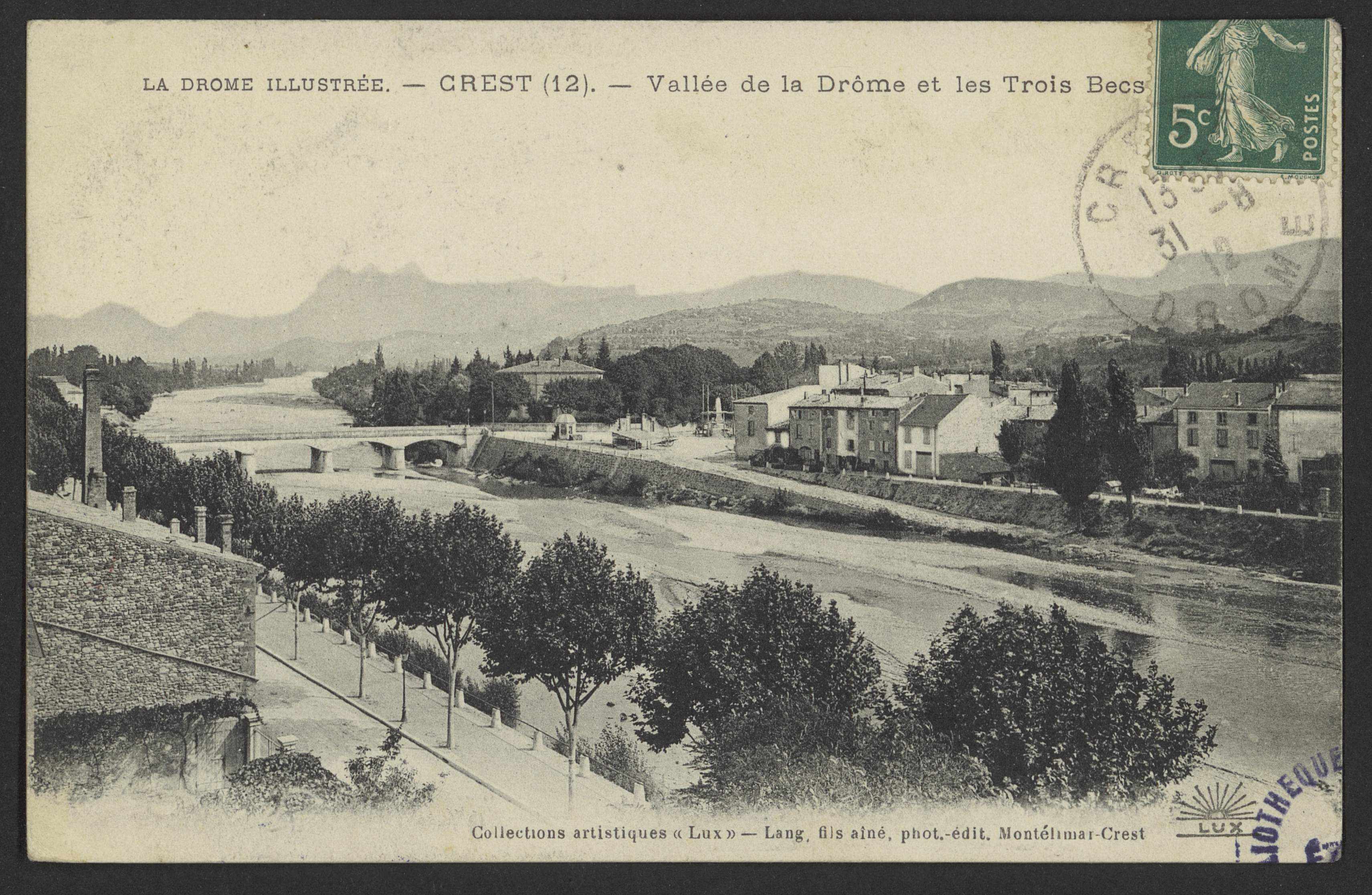
19世纪末的克雷

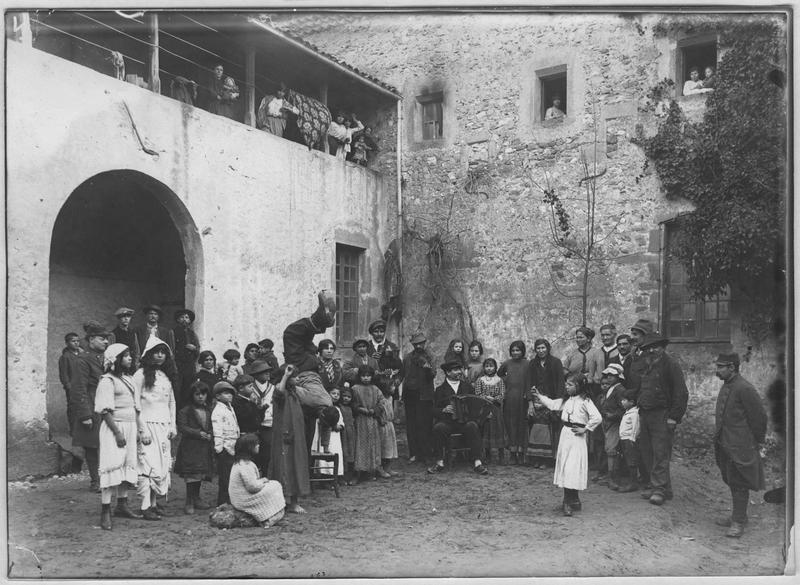
一战时期的罗姆人集中营

### 译名
“Crest”的常见发音为[kʁɛ]，但因翻译标准不同，克雷在中文谷歌地图以及《世界地名翻译大辞典》、《世界地名译名词典》等多个汉语资料中均被译为克雷斯特。

## 历史
克雷的早期历史尚不清楚，在20世纪末修建地中海高速铁路时，克雷境内的施工现场曾挖掘出了多处新石器时期以及古典时期的文物。根据法国历史学家安德烈·博雷尔·多特里夫的观点，中世纪中期，克雷地区为阿尔诺家族（Famille d'Arnaud）的一处领地，隶属于天主教迪镇教区（Dioecesis Diensis），克雷于1188年获得了由瓦朗斯伯爵颁布的市镇宪章。彼时，克雷所处区域农业发达，且该地扼守德龙河谷，战略位置险要，被多个贵族觊觎。14世纪中期，根据《罗芒条约》，多菲内整体并入法兰西王国，成为一个行省，克雷则被瓦朗斯伯爵继承，当地出现了一处铸币工厂。1426年，克雷被法兰西国王查理六世吞并，当地的城堡成为法兰西王国的财产。1629年，在黎塞留的要求下，克雷城堡主体被拆除，其碉楼则得以保留，并被扩建为高达52米的克雷塔，成为了欧洲最高的碉楼之一。自宗教战争起，克雷塔长期被用作监狱，直至拿破仑帝国时期，而克雷则发展成为了一个区域性的商业贸易中心。法国大革命后，克雷成为德龙省的一个市镇，并在1793至1801年间为该省的一个地区行署。工业革命期间，途径克雷并沿德龙河延伸的利夫龙－比埃什河畔阿斯普尔铁路建成通车。第一次世界大战期间，克雷境内建成了一处关押罗姆人的集中营，战后随即关闭。20世纪末，德龙河多次发生洪涝灾害。

## 地理

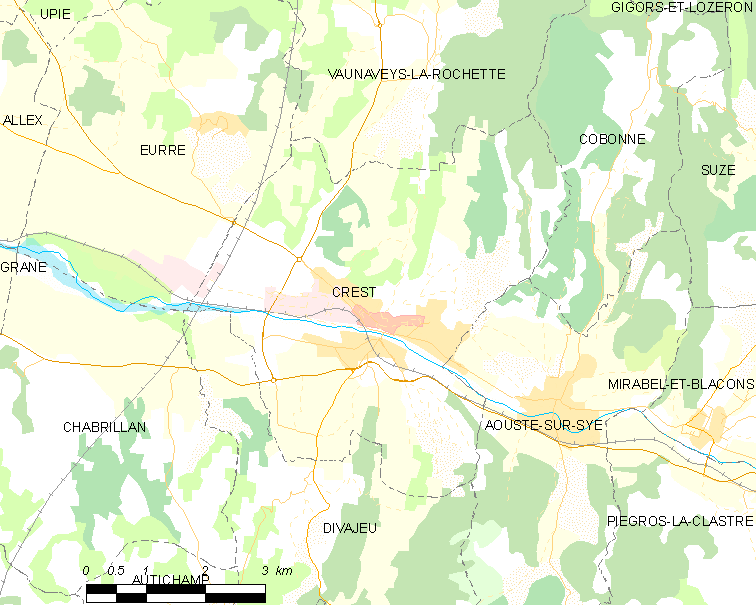
克雷市镇范围地图

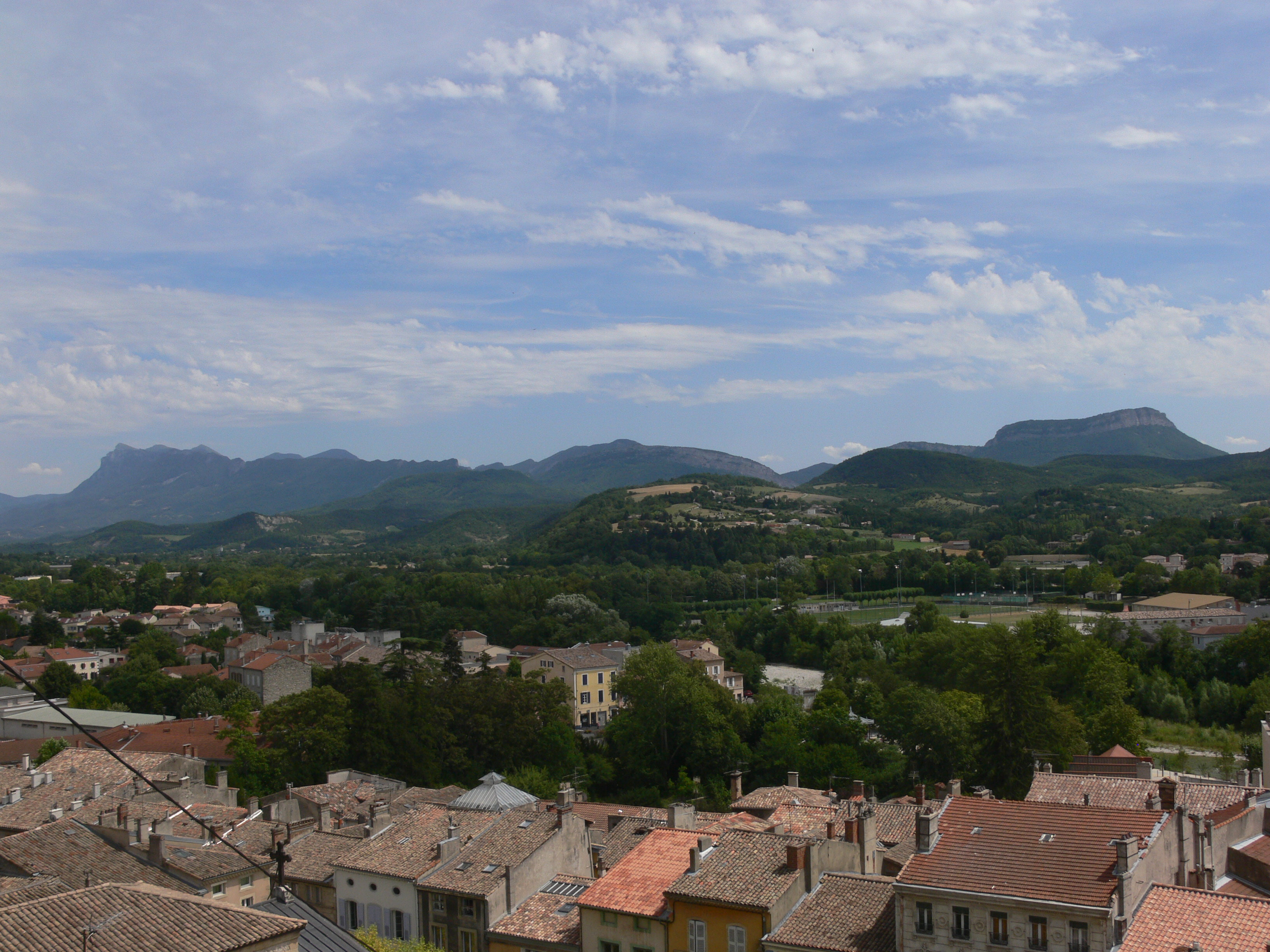
克雷及后方的迪瓦山

克雷位于法国东南部，奥弗涅-罗讷-阿尔卑斯大区南部和德龙省中部，距离省会瓦朗斯大约30公里。与克雷接壤的市镇包括：沃纳韦-拉罗谢特、厄尔、科博讷、迪瓦热和锡河畔乌斯特。

### 地形
克雷位于韦科尔山和迪瓦山的西侧山前冲积平原腹地，境内以浅丘及丘陵为主，市镇中心地势较为平坦，全境海拔在166到463米之间。

### 水文
克雷位于罗讷河流域，德龙河干流自东向西流经境内，其右岸支流洛济耶尔河（La Lozière）流经市区东部。

### 植被
克雷属于温带阔叶混交林区，部分低海拔地区亦有硬叶林分布，林地多分布于河流附近以及市区北部的山地地区，其中德龙河右岸开辟有城市绿地公园。
在鲜花城市的评比中，克雷被评为1星级鲜花城市。

### 气候
克雷在柯本气候分类法中属于带有山地气候特征的地中海气候。
距离克雷最近的常年气象站位于迪瓦热境内，以下为该气象站的数据（其中日照数据取自蒙特利马尔）：
| 克雷1981年－2019年  | 克雷1981年－2019年 | 克雷1981年－2019年 | 克雷1981年－2019年 | 克雷1981年－2019年 | 克雷1981年－2019年 | 克雷1981年－2019年 | 克雷1981年－2019年 | 克雷1981年－2019年 | 克雷1981年－2019年 | 克雷1981年－2019年 | 克雷1981年－2019年 | 克雷1981年－2019年 | 克雷1981年－2019年 |
| 月份                | 1月                | 2月                | 3月                | 4月                | 5月                | 6月                | 7月                | 8月                | 9月                | 10月               | 11月               | 12月               | 全年               |
| ------------------- | ------------------ | ------------------ | ------------------ | ------------------ | ------------------ | ------------------ | ------------------ | ------------------ | ------------------ | ------------------ | ------------------ | ------------------ | ------------------ |
| 历史最高温 °C（°F） | 19.4 (66.9)        | 22.1 (71.8)        | 27 (81)            | 29.9 (85.8)        | 33.4 (92.1)        | 37.6 (99.7)        | 38.5 (101.3)       | 42.3 (108.1)       | 34.5 (94.1)        | 30.1 (86.2)        | 24.2 (75.6)        | 20.8 (69.4)        | 42.3 (108.1)       |
| 平均高温 °C（°F）   | 8.1 (46.6)         | 10.4 (50.7)        | 14.9 (58.8)        | 17.9 (64.2)        | 22.8 (73.0)        | 26.6 (79.9)        | 29.7 (85.5)        | 29.3 (84.7)        | 23.9 (75.0)        | 18.8 (65.8)        | 12.2 (54.0)        | 8.1 (46.6)         | 18.6 (65.5)        |
| 日均气温 °C（°F）   | 4.2 (39.6)         | 5.7 (42.3)         | 9.1 (48.4)         | 11.8 (53.2)        | 16.4 (61.5)        | 19.9 (67.8)        | 22.3 (72.1)        | 22.2 (72.0)        | 17.7 (63.9)        | 13.8 (56.8)        | 8.2 (46.8)         | 4.6 (40.3)         | 13 (55)            |
| 平均低温 °C（°F）   | 0.3 (32.5)         | 1 (34)             | 3.4 (38.1)         | 5.7 (42.3)         | 10.1 (50.2)        | 13.1 (55.6)        | 15 (59)            | 15 (59)            | 11.5 (52.7)        | 8.8 (47.8)         | 4.1 (39.4)         | 1.1 (34.0)         | 7.4 (45.3)         |
| 历史最低温 °C（°F） | −11.7 (10.9)       | −11.3 (11.7)       | −13 (9)            | −2.7 (27.1)        | −0.6 (30.9)        | 2.3 (36.1)         | 6.2 (43.2)         | 5.7 (42.3)         | 2.5 (36.5)         | −4.4 (24.1)        | −8.6 (16.5)        | −10.3 (13.5)       | −13 (9)            |
| 平均降水量 mm（）   | 59.7 (2.35)        | 46.9 (1.85)        | 45.9 (1.81)        | 87.1 (3.43)        | 82.3 (3.24)        | 55.1 (2.17)        | 50.7 (2.00)        | 64.5 (2.54)        | 128.4 (5.06)       | 131.5 (5.18)       | 94.4 (3.72)        | 55.1 (2.17)        | 901.6 (35.50)      |
| 月均日照時數        | 104.9              | 134.5              | 200                | 214.6              | 255.3              | 295.5              | 327.3              | 293.6              | 224.5              | 152.3              | 110.3              | 92.1               | 2,404.9            |
| 来源：infoclimat.fr |                    |                    |                    |                    |                    |                    |                    |                    |                    |                    |                    |                    |                    |

## 行政区划
克雷的市镇编号为26108，邮政编号为26400。
在行政管理方面，克雷隶属于法国奥弗涅-罗讷-阿尔卑斯大区德龙省迪镇区；在地方选举方面，克雷隶是克雷县的中央投票站，其市镇范围全境被划入德龙省第三选区；在社会管理方面，克雷是克雷-萨扬地区市镇公共社区的组成部分。
截至2023年4月，克雷市镇范围内暂无城市敏感街区及城市政策优先街区。
法国国家统计与经济研究所（简称）在进行数据统计时，将克雷及相邻的另外4个市镇设为克雷城市核心区，并将包括核心区在内的周边共8个市镇划为克雷城市区。自2020年起，克雷城市区被包含17个市镇的克雷城市辐射区代替。此外，还将克雷市镇分为了3个“块区”（IRIS），以便于统计人口分布情况。

## 交通

### 公路
德龙省省道D93线、D104线、D164线和D538线在克雷境内交汇。奥弗涅-罗讷-阿尔卑斯大区下属的城际客运提供巴士线路，可前往瓦朗斯、伊泽尔河畔罗芒、布尔多以及瓦朗斯TGV站。
| 15 | 26 |

| 16 | 21 |

| 瓦朗斯 | 30 |

| 伊泽尔河畔罗芒 | 39 |

| 蒙特利马尔 | 38 |

| 德龙河畔洛里奥勒 | 18 |

| 迪镇 | 38 |

| 沙伯伊 | 21 |

2018年，70.6%的克雷家庭拥有至少一辆私人汽车。2019年，克雷境内共发生各类交通事故4起，造成4人受伤。

### 铁路

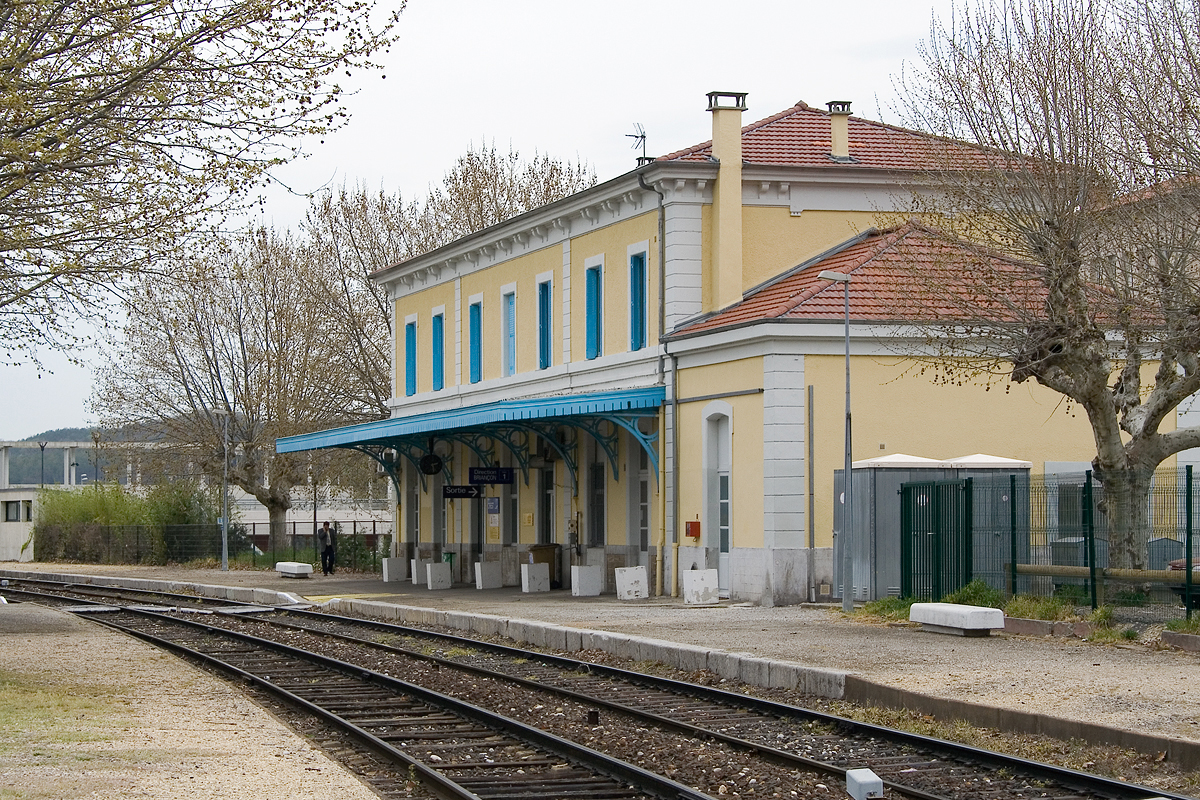
克雷火车站

克雷位于利夫龙－比埃什河畔阿斯普尔铁路上。克雷站位于市区西北部，该站停靠往返于巴黎和布里扬松之间的夜班城际列车，以及往返于罗芒-佩阿日堡站和布里扬松一线的区域列车。

### 航空
距离克雷最近的民用航空站为里昂圣埃克絮佩里机场，距离克雷市中心的公路里程约144公里。

### 城市公共交通
截至2022年5月，克雷暂无城市公共交通系统。

## 政治

### 市政内阁

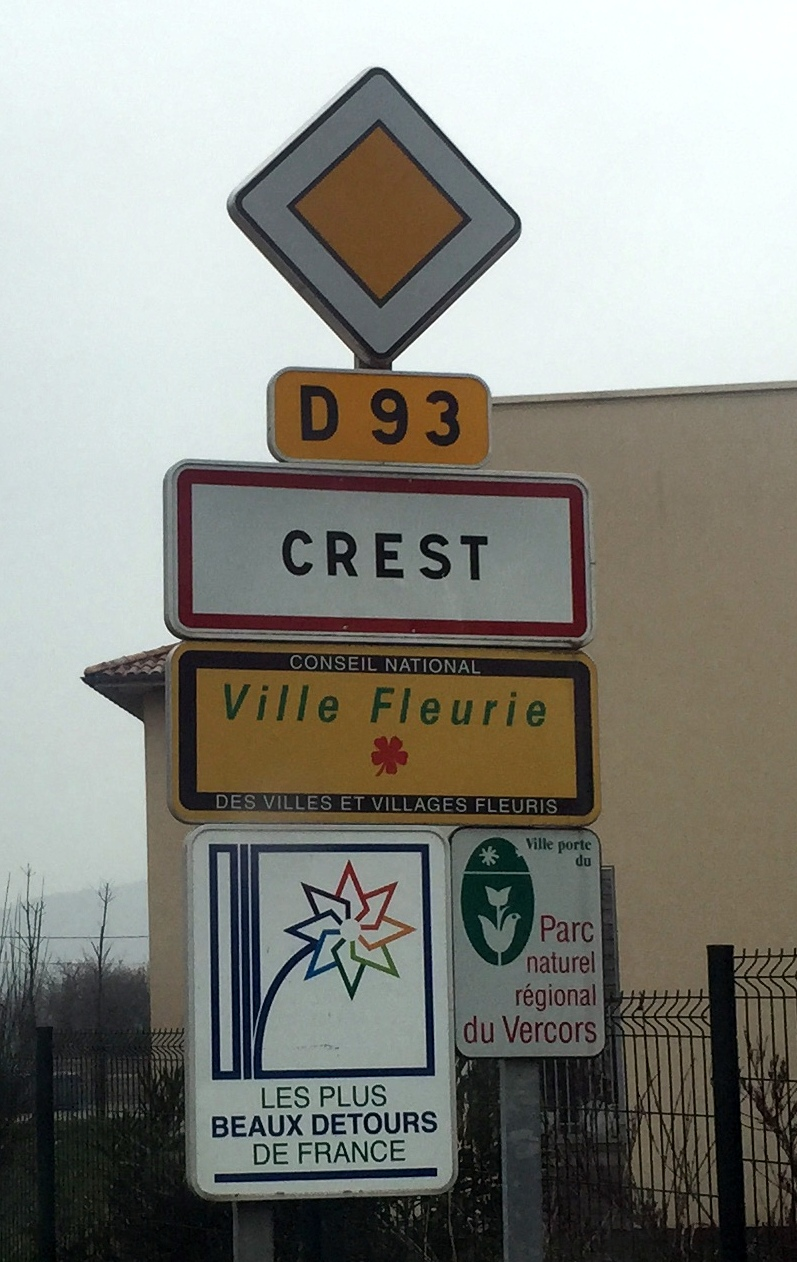
克雷入城路牌

克雷的现任市长为埃尔韦·马里东先生，他是共和党的一名成员，在2020年的市政选举中获得了51.66%的支持率。
| 克雷历届市长   | 克雷历届市长                            | 克雷历届市长                                                           |
| 任期           | 市长                                    | 党派                                                                   |
| -------------- | --------------------------------------- | ---------------------------------------------------------------------- |
| 1944年－1947年 | Louis VALLON 路易·瓦隆                  | 不详                                                                   |
| 1947年－1971年 | Charles ARMORIN 夏尔·阿尔莫兰           | 不详                                                                   |
| 1971年－1983年 | Maurice ROZIER 莫里斯·罗齐耶            | 不详                                                                   |
| 1983年－1989年 | Max TABARDEL 马克斯·塔巴代尔            | PS社会党                                                               |
| 1989年－1995年 | Jean-Pierre TABARDEL 让-皮埃尔·塔巴代尔 | PS社会党                                                               |
| 1995年－       | Hervé MARITON 埃尔韦·马里东             | UDF法国民主联盟 →PR法国共和人党 →DL民主自由 →UMP人民运动联盟 →LR共和黨 |

### 各级选举
| 克雷历届投票选举结果 | 克雷历届投票选举结果 | 克雷历届投票选举结果 | 克雷历届投票选举结果 | 克雷历届投票选举结果        | 克雷历届投票选举结果 | 克雷历届投票选举结果 | 克雷历届投票选举结果        | 克雷历届投票选举结果 | 克雷历届投票选举结果 |
| 选举项目             | 选举范围             | 选区单位             | 选举结果             | 选举结果                    | 选举结果             | 选举结果             | 选举结果                    | 选举结果             | 参考资料             |
| 选举项目             | 选举范围             | 选区单位             | 第一轮胜出者         | 第一轮胜出者                | 支持率               | 第二轮胜出者         | 第二轮胜出者                | 支持率               | 参考资料             |
| -------------------- | -------------------- | -------------------- | -------------------- | --------------------------- | -------------------- | -------------------- | --------------------------- | -------------------- | -------------------- |
| 2017年法國總統選舉   | 法國                 | 市镇                 |                      | 让-吕克·梅朗雄              | 30.81%               |                      | 埃马纽埃尔·马克龙           | 71.76%               | [ 34 ]               |
| 2017年法国立法选举   | 德龙省第三选区       | 市镇                 |                      | 保罗·贝拉尔                 | 27.23%               |                      | 保罗·贝拉尔                 | 51.8%                | [ 34 ]               |
| 2019年欧洲议会选举   | 法國                 | 市镇                 |                      | 亚尼克·雅多                 | 22.54%               | （不适用）           | （不适用）                  | （不适用）           | [ 36 ]               |
| 2021年法国省级选举   | 德龙省               | 县                   |                      | 达尼埃尔·吉勒 米丽埃尔·帕雷 | 54.37%               |                      | 达尼埃尔·吉勒 米丽埃尔·帕雷 | 54.45%               | [ 37 ]               |
| 2021年法国省级选举   | 德龙省               | 市镇                 |                      | 达尼埃尔·吉勒 米丽埃尔·帕雷 | 54.81%               |                      | 达尼埃尔·吉勒 米丽埃尔·帕雷 | 52.93%               | [ 37 ]               |
| 2021年法国大区选举   |                      | 市镇                 |                      | 洛朗·沃基耶                 | 32.5%                |                      | 法比安娜·格勒贝尔           | 51.39%               | [ 38 ]               |
| 2022年法国总统选举   | 法國                 | 市镇                 |                      | 让-吕克·梅朗雄              | 39.15%               |                      | 埃马纽埃尔·马克龙           | 65.83%               | [ 34 ]               |
| 2022年法国立法选举   | 德龙省第三选区       | 市镇                 |                      | 玛丽·波雄                   | 48.2%                |                      | 玛丽·波雄                   | 62.3%                | [ 34 ]               |

## 人口
2019年，克雷市镇人口数量为8,680，在法国排名第1,206位。其中男性4,023人，女性4,657人，75岁及以上人口占11.5%，外籍人口数量为327人，人口密度为371人/平方公里，当地居民被称为（男性）或（女性）。2020年，克雷境内出生81人，死亡人口116人。
| 克雷1901年－2019年人口变化情况 |
|                                |
| 数据来源：Cassini、INSEE       |

## 经济

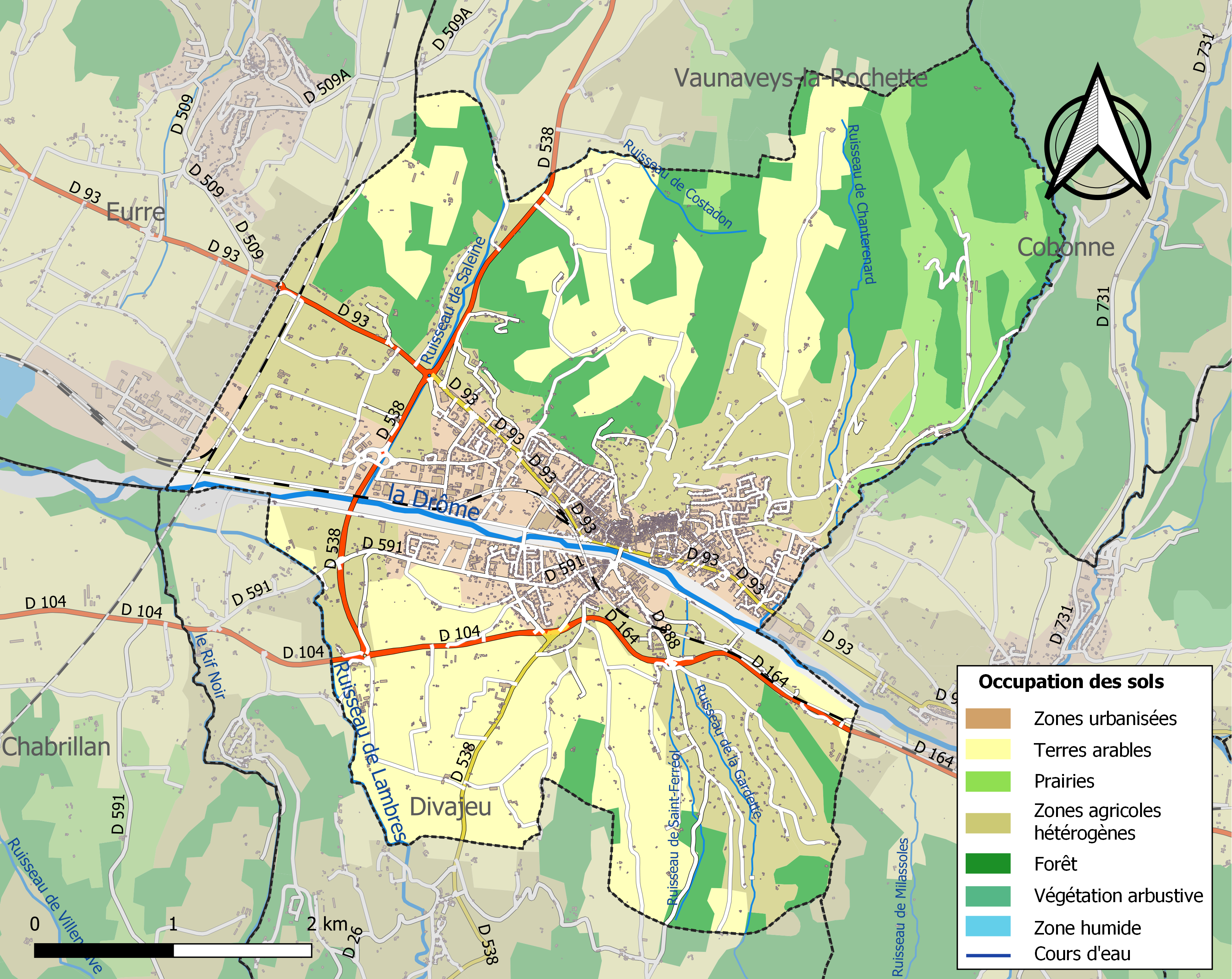
克雷土地利用情况地图

克雷是一个区域性的中心城市。截至2022年5月，克雷市镇范围内共有各类用人单位（包含自雇）1,891家，平均历史为16年，其中99.54%为中小型企业（PME），2022年3月至5月间，当地的经济活力指数为1.37%。（建筑工程）、（农业器械）及（农副产品）是当地2020年营业额最高的三个企业，分别为22,681,490欧元14,778,001欧元和4,829,153欧元。

## 财政与居民收入
2020年，克雷的财政收入总额为8,739,310欧元，财政支出总额为8,171,390欧元，当年的债务总额为10,594,000欧元。2021年，克雷共获得1,854,636欧元的国家财政补助，比上一年增加了4.48%。
2019年，克雷的人均月收入总额为1,994欧元，其中高级职员为3,238欧元，低于法国平均水平（4,230欧元）；中级职员为2,241欧元，低于法国平均水平（2,411欧元）；普通职员为1,665欧元，亦低于法国平均水平（1,740欧元）。
2018年，克雷境内的青壮年（15至64岁）失业率为18.3%，当地41.5%的家庭拥有纳税资格，平均纳税2,217欧元，低于法国平均水平（3,910欧元）。

## 社会事务

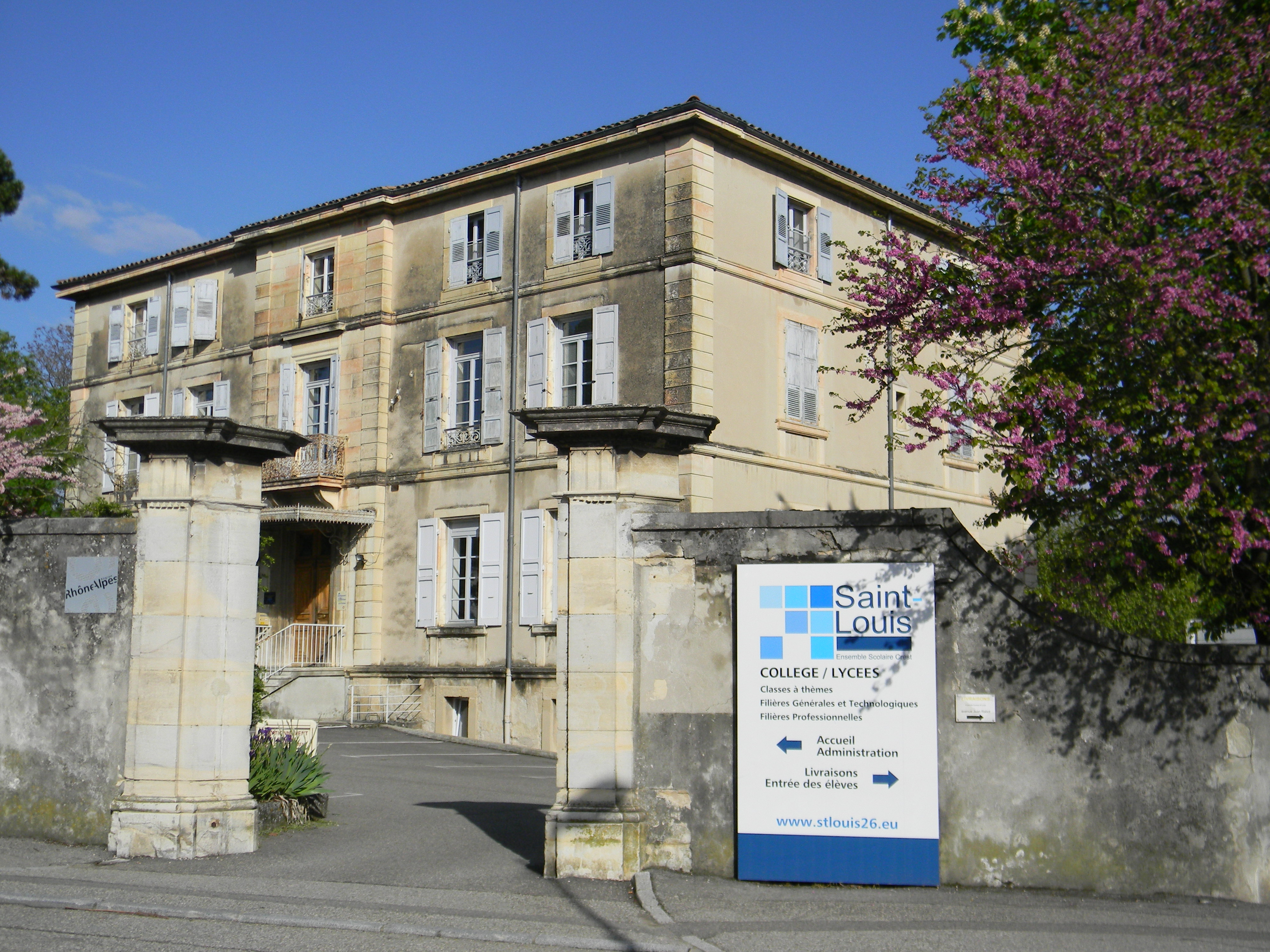
克雷境内的一所中学

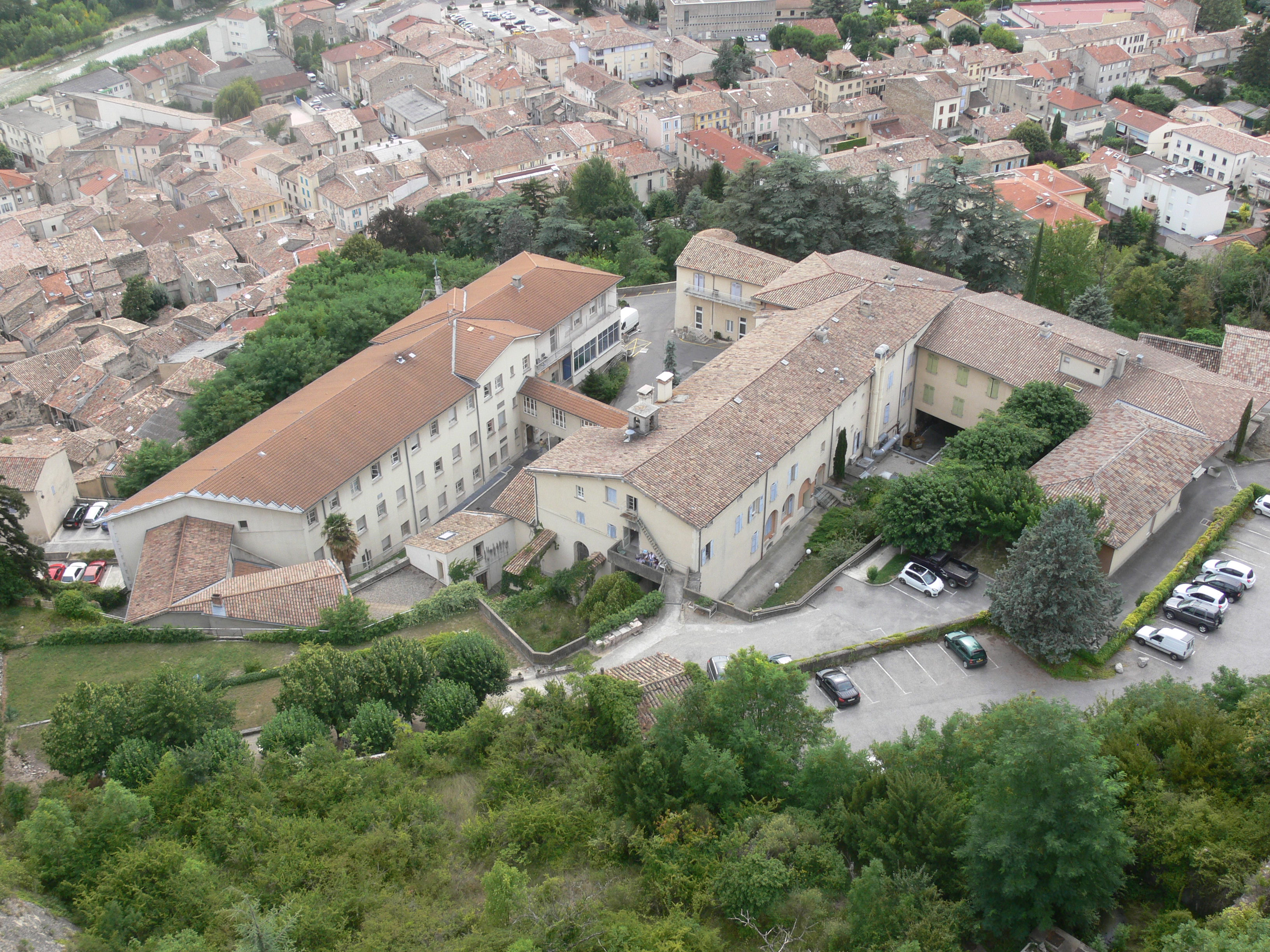
克雷中心医院

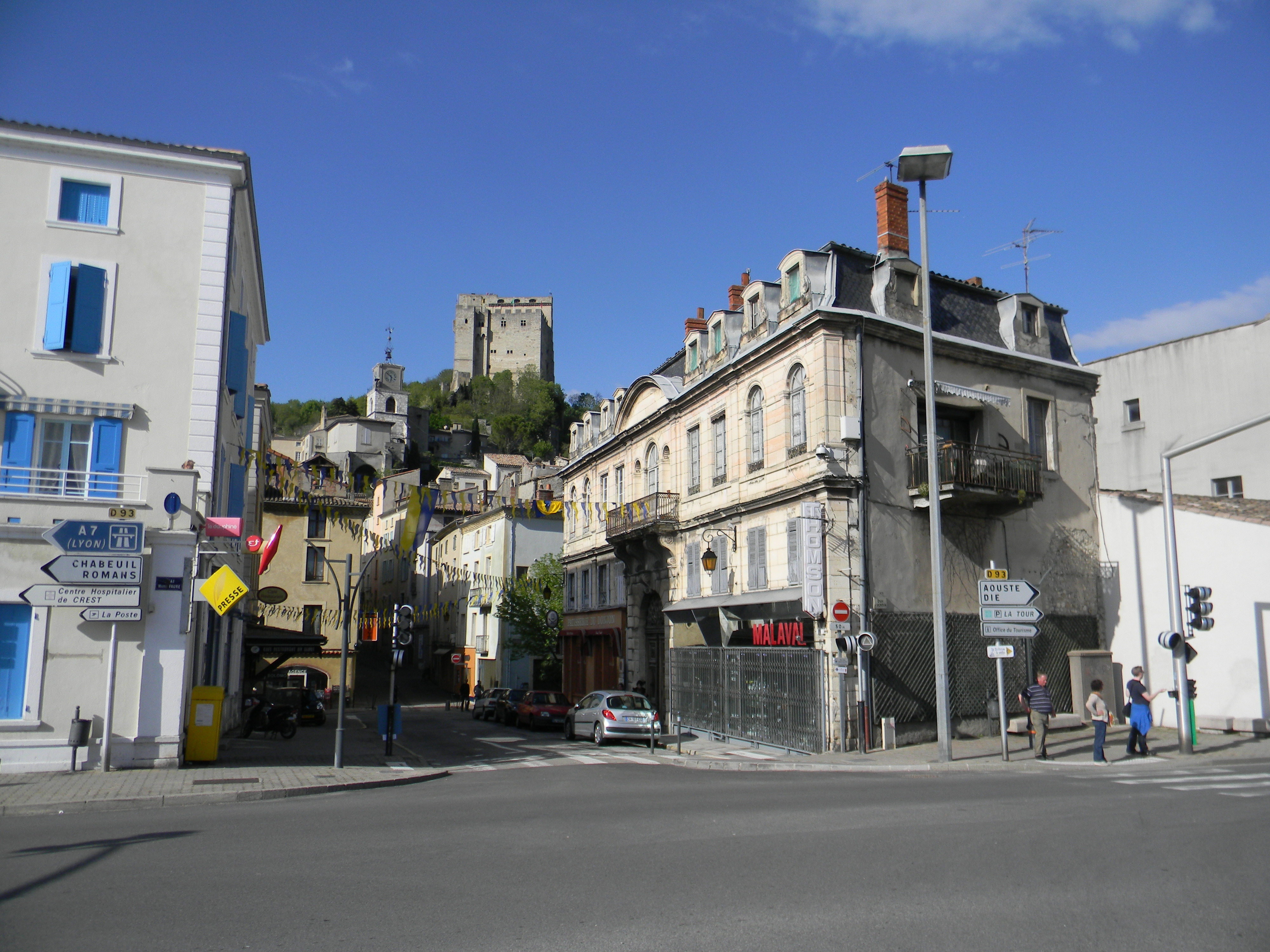
克雷镇中心和后方的碉楼

### 教育
克雷属于格勒诺布尔学区。截至2020年1月1日，克雷境内共有2所幼儿园、4所小学、3所初级中学、2所普通高中和1所职业高中。2018至2019学年度，克雷境内共有在校中等教育阶段学生2,081名。

### 医疗
截至2020年1月1日，克雷境内共有全科医生13名、保健师44名、牙医10名、护士25名、眼科医生1名、皮肤科医生1名和助产士6名。境内共有药房3家、养老院3家、残疾人帮扶中心5家。
克雷中心医院（Centre Hospitalier de Crest）是法国的一个区域性医疗机构，其主病区位于克雷市区，设有床位131个，是当地规模最大的公立综合性医院。

### 住房
2018年，克雷境内共有各类住房4,937套，其中49.4%为独立式居民区，50.2%为集中式居民区。常住房屋占克雷市镇范围内居民建筑总量的84.7%。
在住房保障政策方面，2020年，克雷境内共有1,107户家庭获得了住房经济补助，受益人数占总人口数量的12.8%，其中1,047份为房租补助。

### 商业
2019年，克雷境内共有各类实体商铺282家，其中餐厅44家、大型超市5家、杂货店3家、面包房7家、肉铺4家、书店2家、装饰品店1家、银行门店8家、美容美发店15家、汽车维修店21家。市区东部建有开放式商业街区，有Intermarché、Fnac、Darty等大型超市。

### 体育
2020年，克雷境内共有1家游泳池、4间体育馆、5处网球场、1处马术场、1处足球或橄榄球场以及3处篮球或排球场。
截至2022年5月，克雷-乌斯特前进俱乐部（Entente Crest-Aouste，编号551477）是当地唯一的注册足球俱乐部，其主队2022至2023赛季参加奥弗涅-罗讷-阿尔卑斯大区足球联赛乙组（法国第七级别），其主场为位于德龙河左岸的苏贝朗球场（Stade Soubeyran）。

### 环境
克雷的环境事务由其所属的克雷-萨扬地区市镇公共社区负责。2019年，克雷境内暂无污染企业。

### 治安
2019年，克雷市镇范围内有1处宪兵队。
2020年，克雷国家宪兵队（zone gendarmerie de Crest）辖区内共92个市镇累计发生各类案件3,469起，其中盗窃类案件1,994起，经济类案件424起，毒品交易类案件238起。

## 文化
2020年，克雷境内共有1家电影院。克雷市政府提供多媒体中心，每周二、三、五、六向公众开放。

### 建筑
克雷境内有多处历史建筑，其中克雷塔碉楼、圣索沃尔教堂等为法国国家文物保护单位。

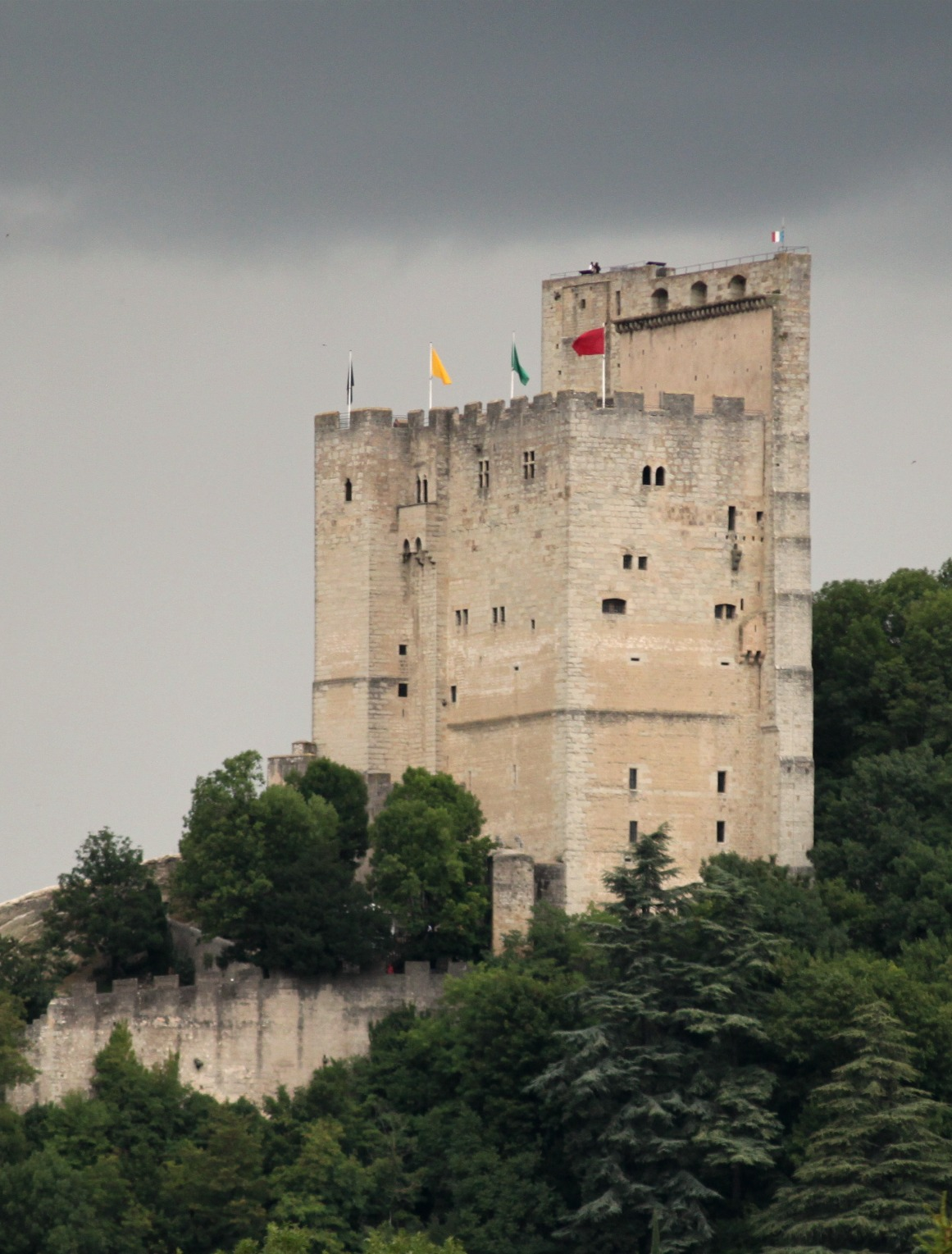
克雷塔（法语：Tour de Crest）碉楼
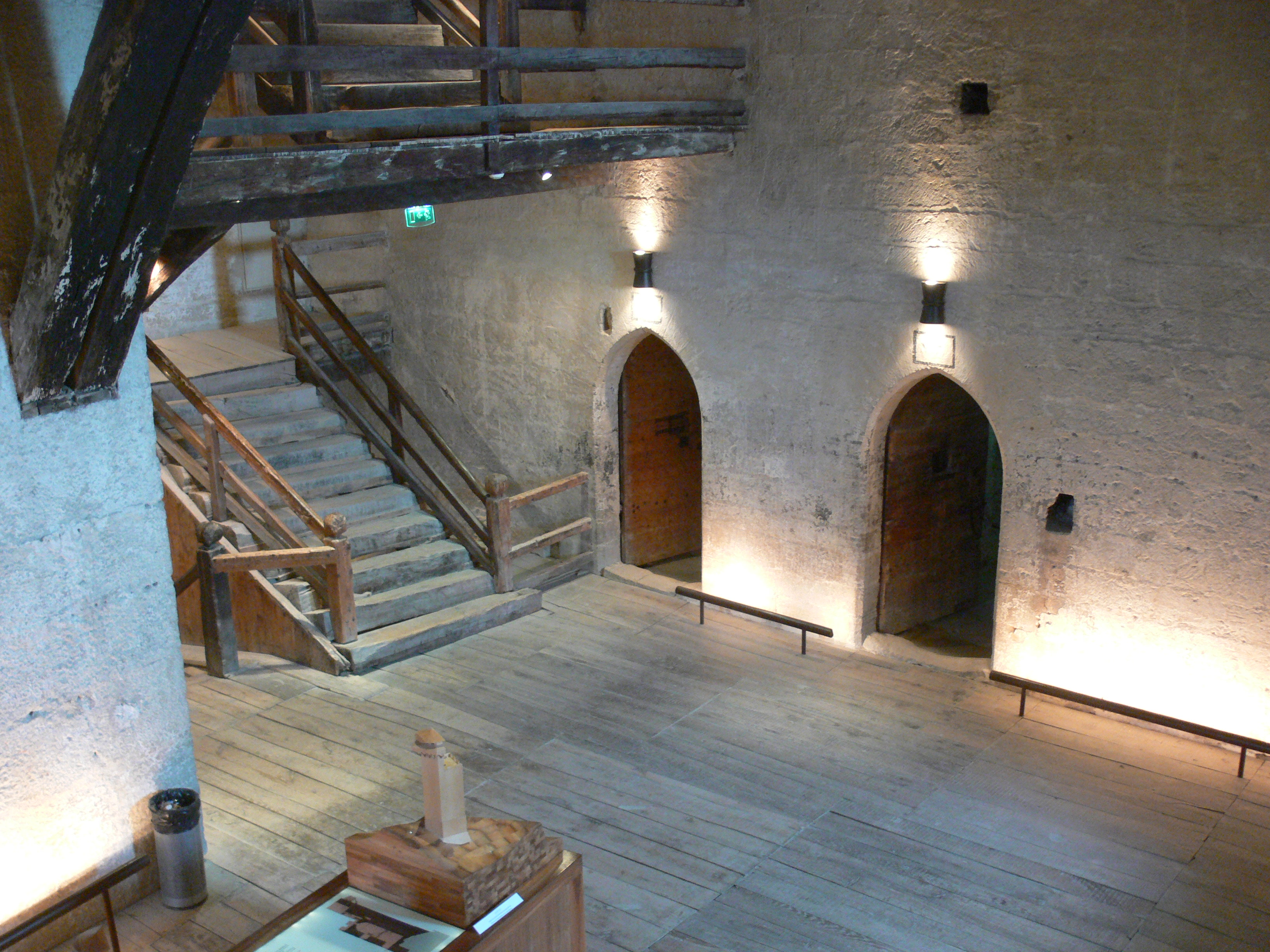
碉楼内部的一处房间
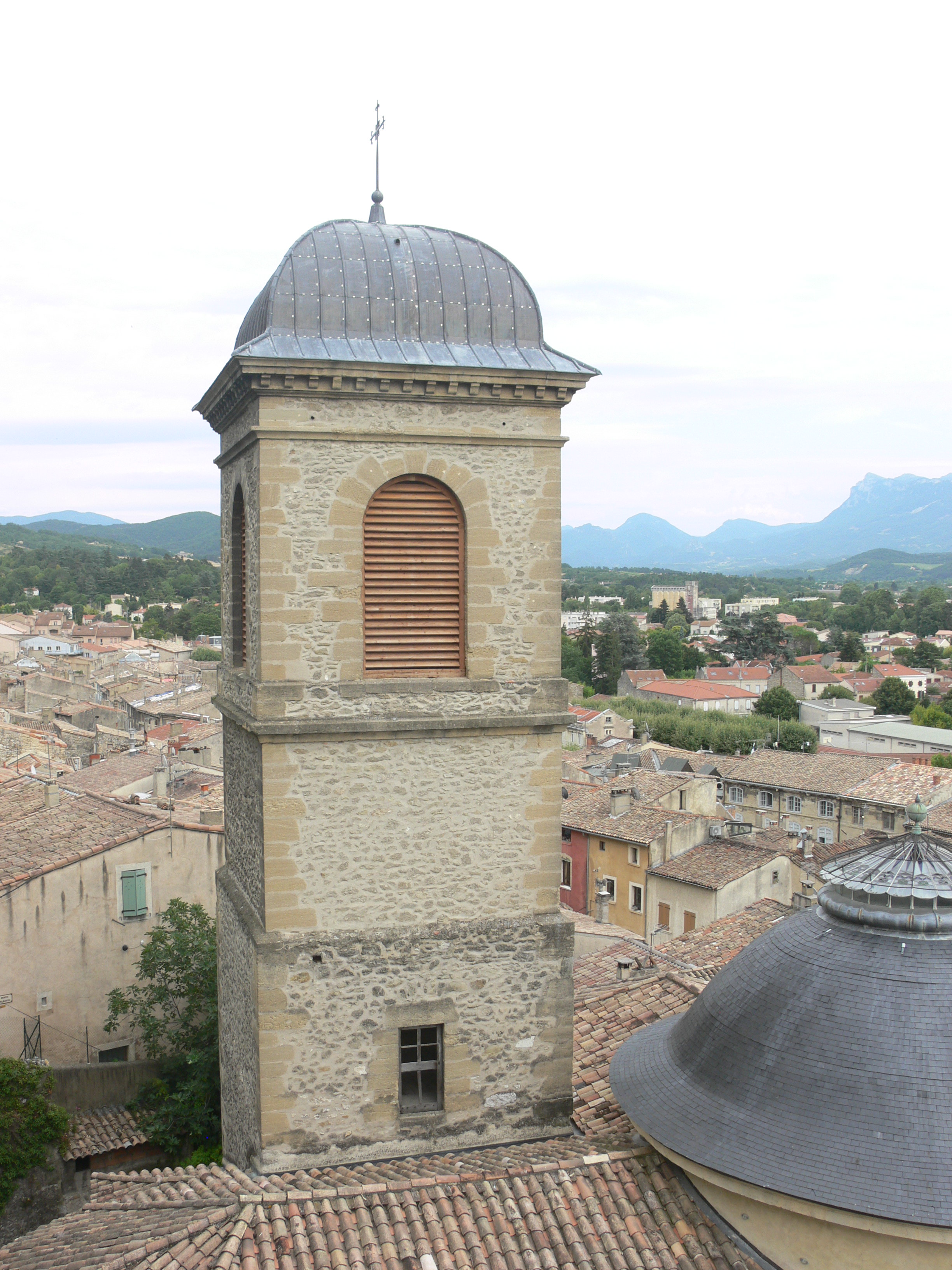
圣索沃尔教堂（法语：Église Saint-Sauveur de Crest）
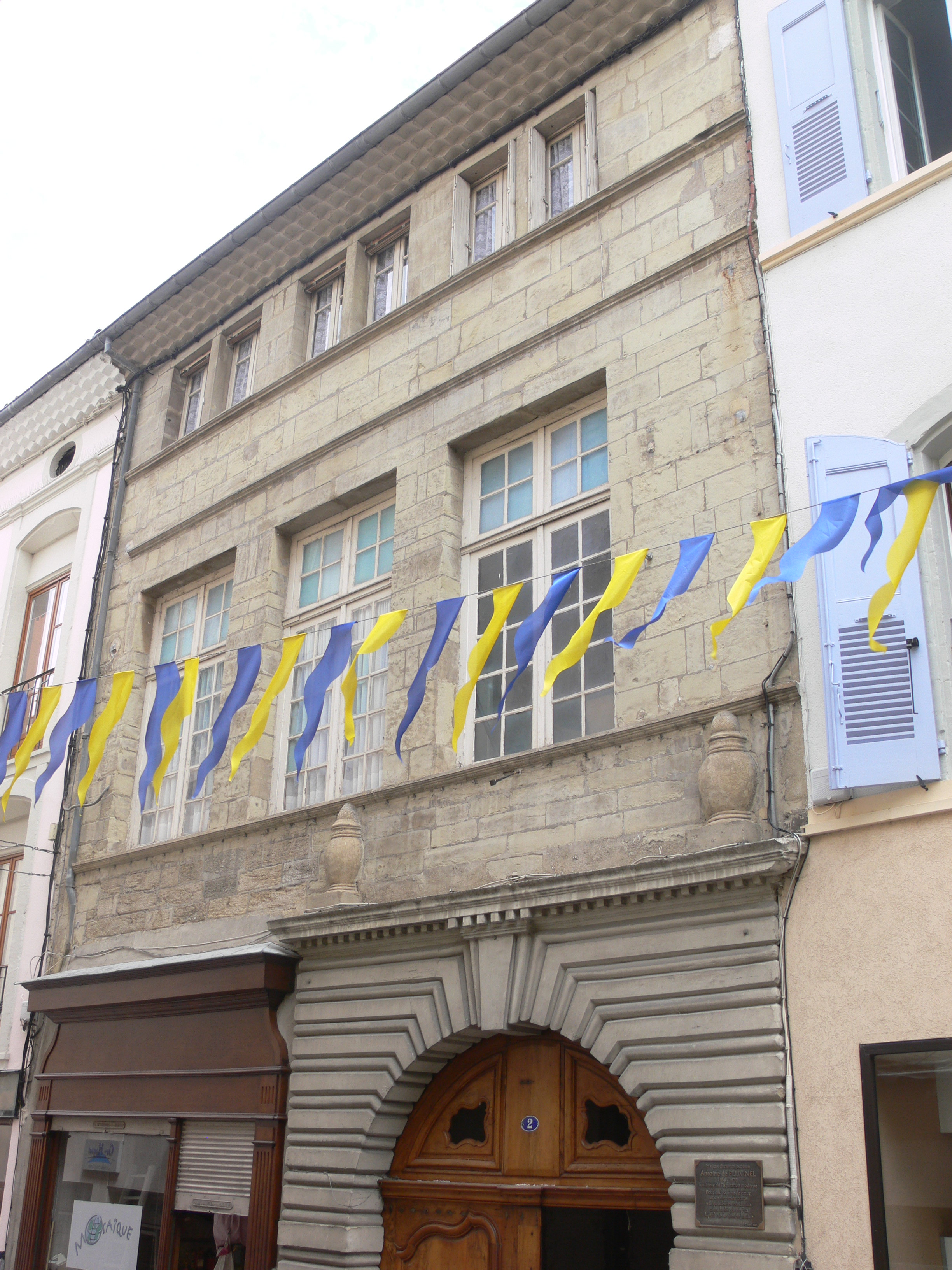
普吕维内尔宫
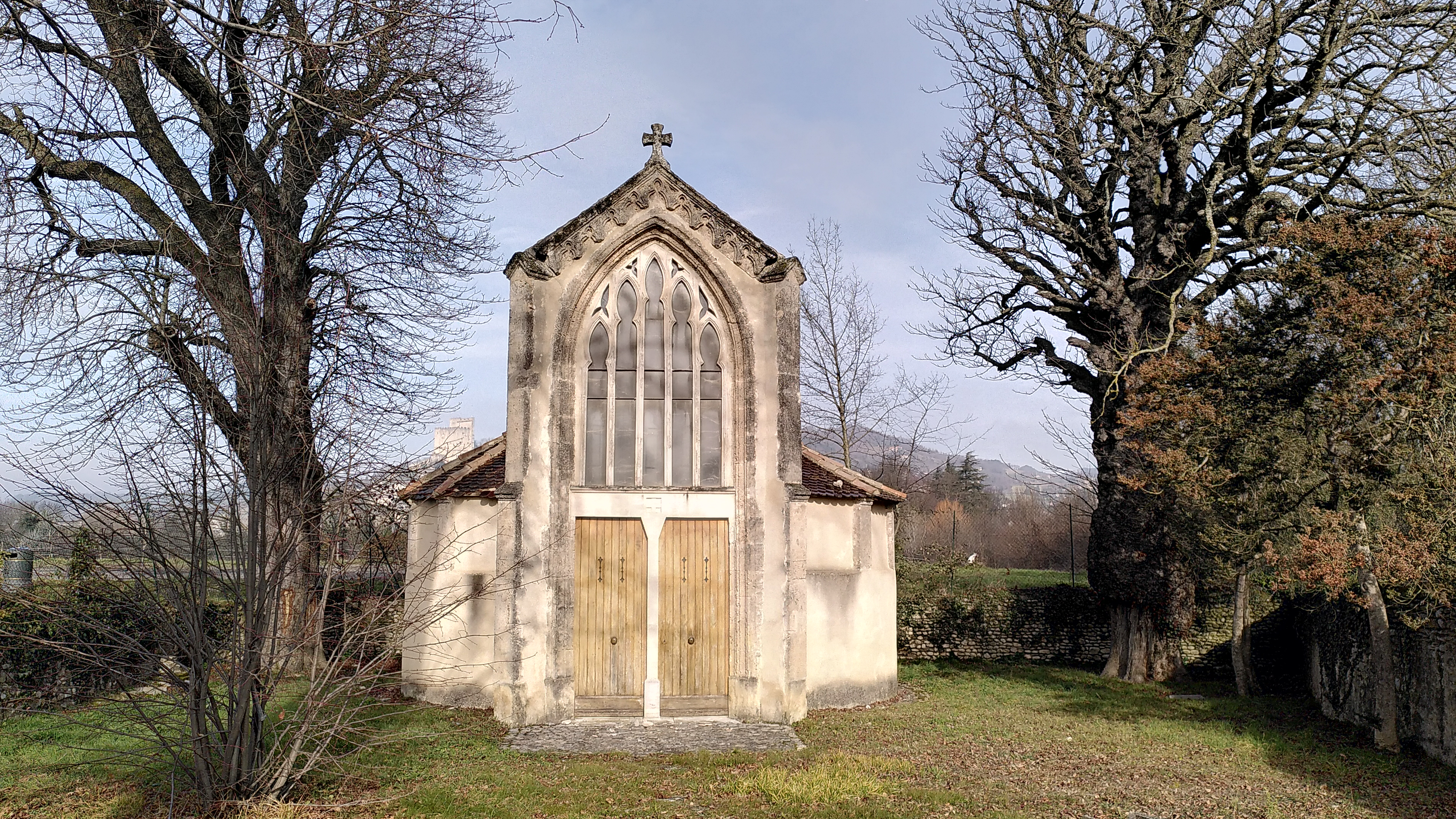
圣费雷奥尔小教堂
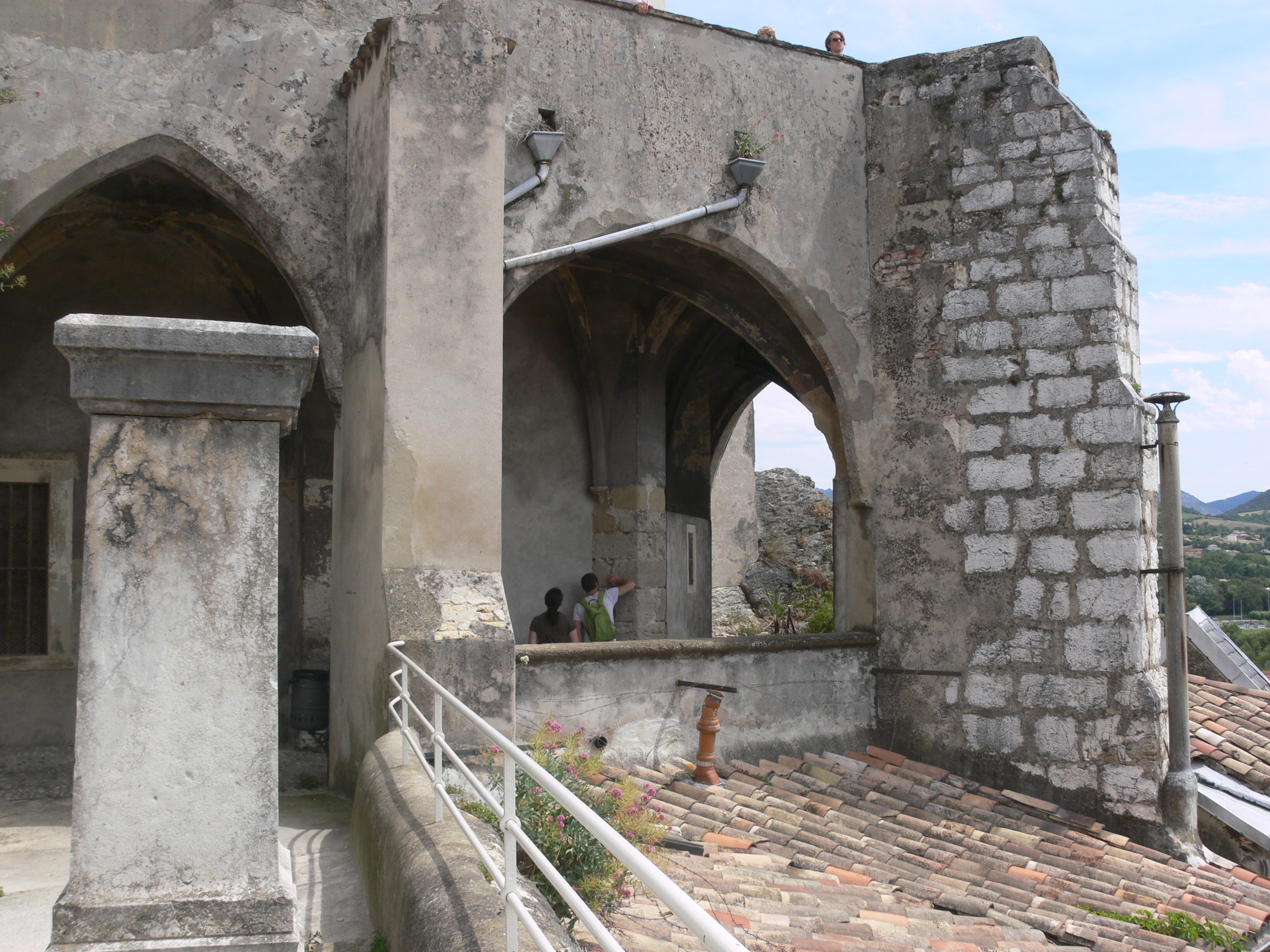
科德利埃小教堂
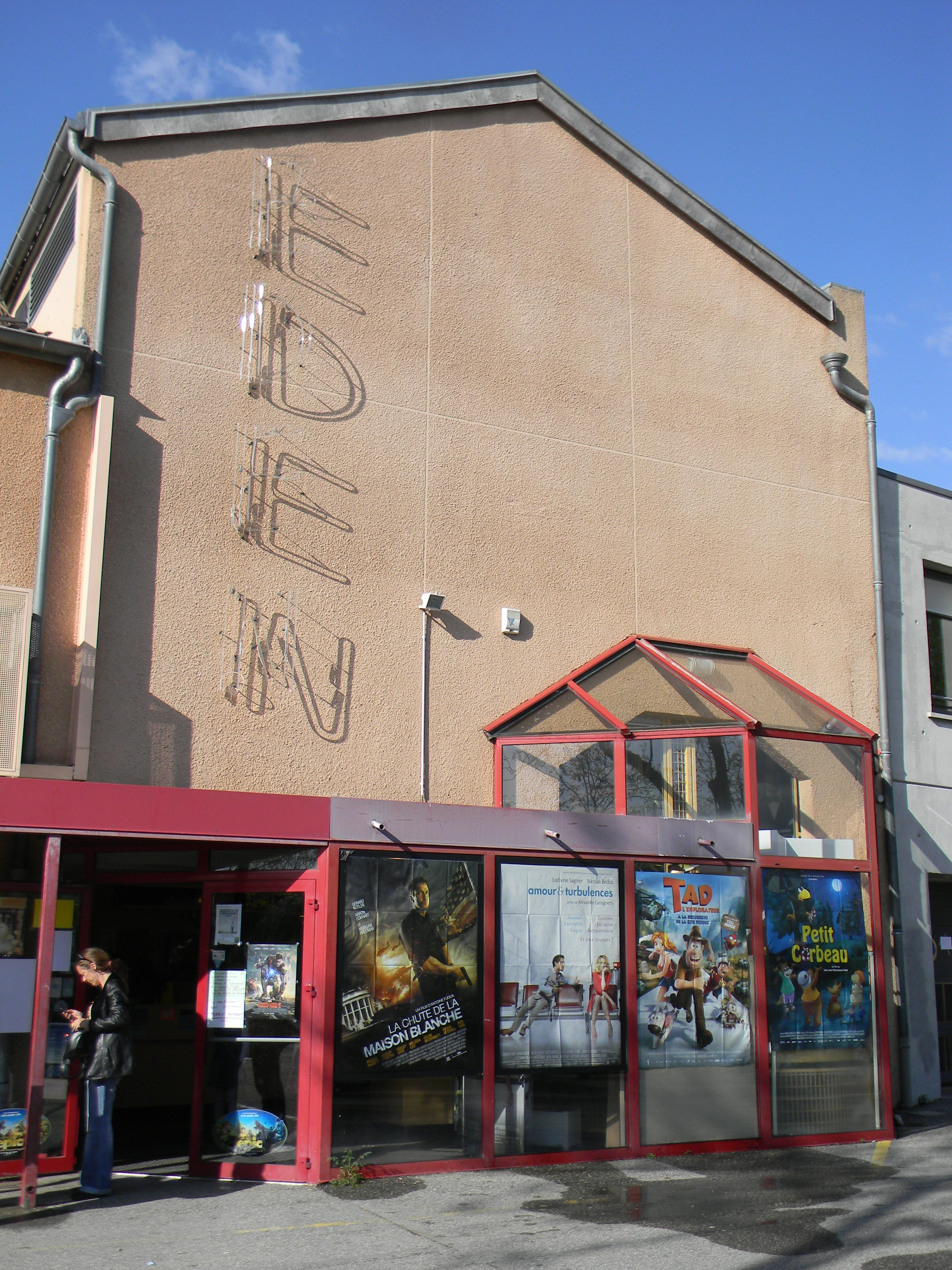
埃登电影院

### 旅游
克雷的旅游事务由其所属的克雷-萨扬地区市镇公共社区负责。2021年，克雷境内共有1家酒店共计20间房间；另有1个露营地，可容纳共170辆露营车。

### 媒体
法国主要的媒体均可在克雷接收，法国电视三台下属的奥弗涅-罗讷-阿尔卑斯大区频道在部分时段播出克雷所属区域的地方新闻。《自由多菲内报》、《德龙周刊》、蓝色法兰西德龙-阿尔代什广播等为当地的主要地方性媒体。

## 相关人物
法国数学家尼古拉·巴尔诺和自行车运动员莫里斯·伊齐埃出生于克雷。

## 友好城市
截至2022年5月，克雷共与四座城市互为友好城市关系：
- 德国 尼达
- 英格兰 克罗默
- 義大利 蓬泰圣尼科洛
- 斯洛維尼亞 梅德沃代